# 陆宝 (藏书家)
參數所指定的目標頁面不存在，建議更正成存在頁面或直接建立下列一個頁面（建立前請先搜尋是否有合適的存在頁面可以取代）：
- 陆宝

陆宝。字敬身，另字青霞，号中条，浙江鄞县（今属宁波市海曙区）人，明末清初藏书家。

## 生平
为晚明太学生，授中书舍人。崇祯朝时，上书请让自己赴辽东抗敌，后来回乡养老。明亡后，清顺治元年，浙东起兵反清。陆宝变卖家产，支持抗清，兵败后远去隐居，很多年之后才回乡。

## 藏书
陆宝出自世家西湖陆氏，家富藏书。陆宝更在鄞县县城的月湖边辟建“辟尘居”，今位于宁波市海曙区桂井巷1至10号，内设“南轩书屋”专收藏海内孤本善本，与范氏天一阁齐名。陆宝自己的居所多植藤木，并使人工环结，形如井络，乡人故称其为“桂井陆氏”。
明末浙东抗清，陆宝变卖藏书充军饷，其藏书故而四散。全祖望在陆宝弃家隐居之后搜罗其藏书，得宋刻本开元、宝庆《四明志》和《草庐春秋纂言》，都是弥足珍贵的海内孤本。

## 代表著作
- 《悟香集》
- 《霜镜集》